# Philomena von Rom

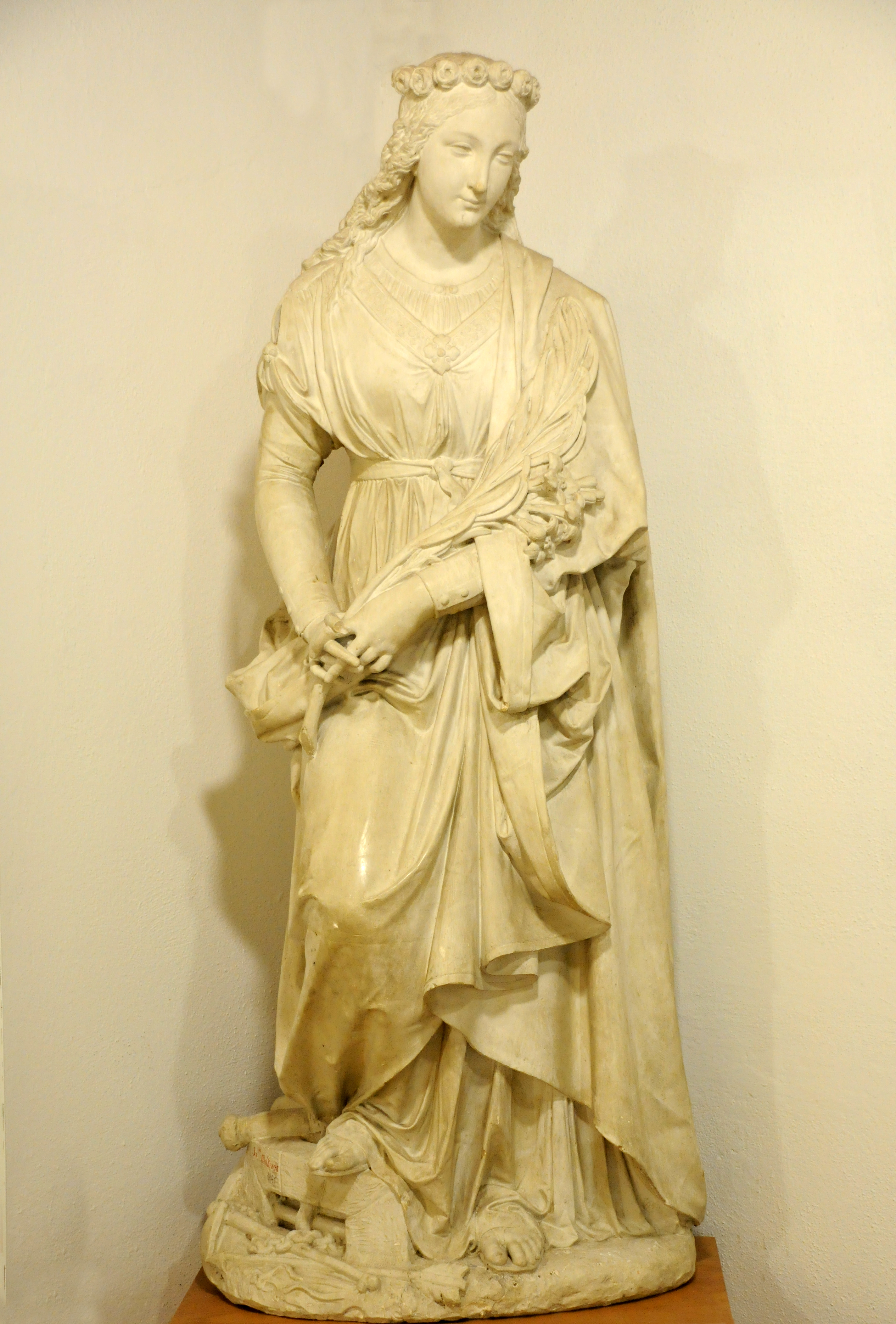
Die heilige Philomena mit ihren Attributen Märtyrerpalme, Geißel, Anker und Pfeilen, Statue von Johann Dominik Mahlknecht im Museum Gherdëina

Philomena von Rom, auch Filumena, Filomena oder kreolisch Filomez (* 3. Jahrhundert; † 302 in Rom) war der Überlieferung zufolge eine christliche Jungfrau, die 302 während der Christenverfolgung unter Diokletian in Rom enthauptet wurde. 

## Verehrung

### Römisch-katholische Kirche
Am 25. Mai 1802 wurde in den Priscilla-Katakomben in Rom das Grab einer jungen Frau gefunden. Auf drei Ziegelplatten stand die lateinische Inschrift LUMENA|PAX TE|CUM FI. Die Platten wurden von den Forschern umdisponiert, damit folgender Text entstand: PAX TECUM FILUMENA „Friede sei mit dir, Filumena“. Die Symbole auf den Tafeln wurden als Palmzweig, Pfeile, Anker und Lilie gedeutet. Neben ihrem Kopf fand man ein gläsernes Salbengefäß und hielt dessen Inhalt für Blutreste. Daraus schloss man, dass es sich um Reliquien einer Märtyrin namens Filumena bzw. Philomena handeln müsse.
Pfarrer Francesco de Lucia (1772–1847) ließ die Reliquien im Juni 1805 nach Neapel bringen. Am 10. August 1805 wurden die Reliquien, 1827 auch die beim Grab gefundenen Ziegelplatten nach Mugnano del Cardinale in der Diözese Nola gebracht.
Zwei besonders eifrige Verehrer der historisch nicht gesicherten Frauengestalt waren Pauline Marie Jaricot, die behauptete, am 10. August 1835 am Grab Philomenas von einer schweren Krankheit geheilt worden zu sein, und Jean-Marie Vianney, der von vielen Beichtkindern aufgesuchte Pfarrer von Ars.
Gleichzeitig gab es im 19. Jahrhundert auch Stimmen, die die Textreihenfolge auf den gefundenen Platten anders deuteten. Ebenso wiesen sie darauf hin, dass das Martyrium Philomenas sich im Detail mit vielen anderen jungfräulichen Märtyrinnen deckte, wie Agatha von Catania oder Lucia von Syrakus.
Wegen der vielen Wunder gestattete Papst Gregor XVI. 1834 die Verehrung und führte 1837 den Gedenktag Philomenas ein. Papst Pius IX., der seine Heilung von Krämpfen der Fürsprache Philomenas zuschrieb, verlieh ihr den Ehrentitel „Beschützerin des Rosenkranzes“. 1961 wurde der Gedenktag Philomenas aus dem liturgischen Kalender der katholischen Kirche gestrichen. Ihr Gedenktag im früheren liturgischen Kalender war der 11. August.

#### Ikonographie
Philomena wird meist mit einem Anker, einer Lilie, drei Pfeilen und einer Geißel dargestellt.